# 小野田寬郎
小野田寬郎（日语：／ Onoda Hirō，1922年3月19日—2014年1月16日），生於現日本和歌山縣海南市、曾長期擔任少尉的日軍軍人。第二次世界大戰時被大日本帝國陸軍徵召入伍，在陆军中野学校学习游击战、哲学、历史、武术、宣传和秘密行动，1944年11月被派遣至菲律賓盧邦島擔任守備任務。美軍攻佔盧邦島後，與三名同僚躲入叢林中進行游擊戰，直到1974年3月10日才向菲律賓警方投降（三名同僚，一人很早就投降，两人戰死）。

## 生平

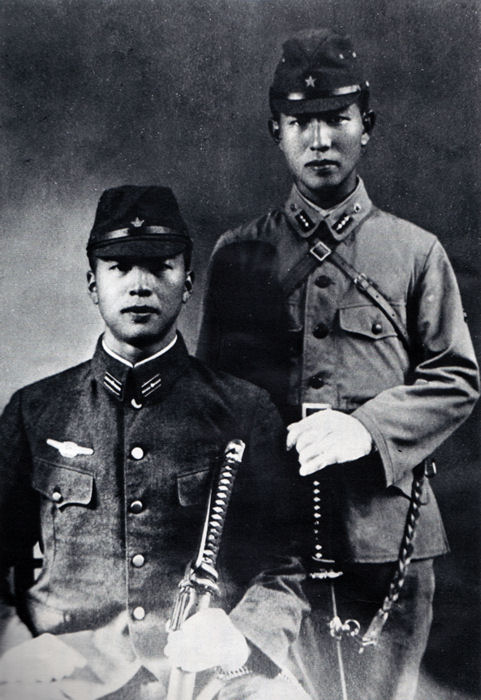
小野田宽郎（立者）和弟弟合影

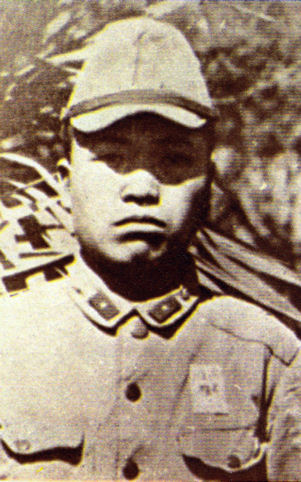
二等兵时期的小塚金七

### 早年
小野田寬郎1922年3月19日出生于日本和歌山縣海南市。1939年3月到“田島洋行”的武漢分店工作。1942年12月被徵召入和歌山步兵第61聯隊，後分配到步兵第218聯隊。1943年9月成爲甲種幹部候補生，1944年1月進入久留米第一種日本陸軍預備士官學校步兵科，8月畢業後成爲士官勤務見習士官，9月進入日本陸軍中野學校二俁分校接受游擊戰訓練，11月畢業後被派往菲律賓。派遣地是菲律賓盧邦島，準備在美軍登陸後展開游擊戰。

### 遁入叢林

#### 前期
1944年11月，小野田被派至菲律賓的盧邦島，此時日軍在太平洋的局勢已經岌岌可危。12月17日，第8师团的师团长横山静雄中将命令小野田率領部屬在島上展開游擊作戰，並對小野田說：
|  | 玉碎（自杀）是什么也干不成的，我們現在暫時撤退，你們到山林裡進行游擊戰，三年或者五年之後，我們將會回來，你一定要堅持到我們回來。在这期间还剩下一个人的话，哪怕吃椰子果也要抵抗，绝对不能玉碎，明白了吗？ |

1945年2月28日，美軍在盧邦島登陸，日軍大部分不是戰死便是投降。小野田與伍長島田庄一、上等兵小塚金七、一等兵赤津勇一三人一起逃入叢林，繼續頑抗。

#### 日本敗戰後
1945年8月15日，日本宣布無條件投降。美軍派遣日本降軍赴太平洋各島勸降，並空投大量的傳單。小野田認定這是美軍的計謀，絲毫不為所動。每天清晨，小野田都會帶著三名同袍爬上山崗，對著東昇的旭日敬禮。他們不斷地移動自己的位置，並偷竊當地居民的菜果、獵捕居民的家禽來充飢，喝河水、雨水解渴。他们甚至将保存晒干的香蕉充当干粮，以便维持一定的热量。但是他们无法猎取太多的食物，因为枪声会暴露他的战斗位置。大雨傾盆之時，他們用自己的身體護住步槍、地雷及炸藥，但他们得彼此警惕，尽量保持清醒，以免在睡觉时因体温过低而死亡。在如此惡劣的環境之下，小野田依然沒有忘記長官交付他的任務─「游擊戰」。
1949年，赤津受不了惡劣的環境與身心的煎熬脫隊，隔年6月向菲律賓警察「投降」，菲律賓與美軍因此掌握了潛伏中三人的身分。赤津在投降之後，也參與了勸降的行列；小野田等人依舊不為所動，每天早上依然爬上山頭，向旭日敬禮，等待援軍的到來。

#### 堅持不懈

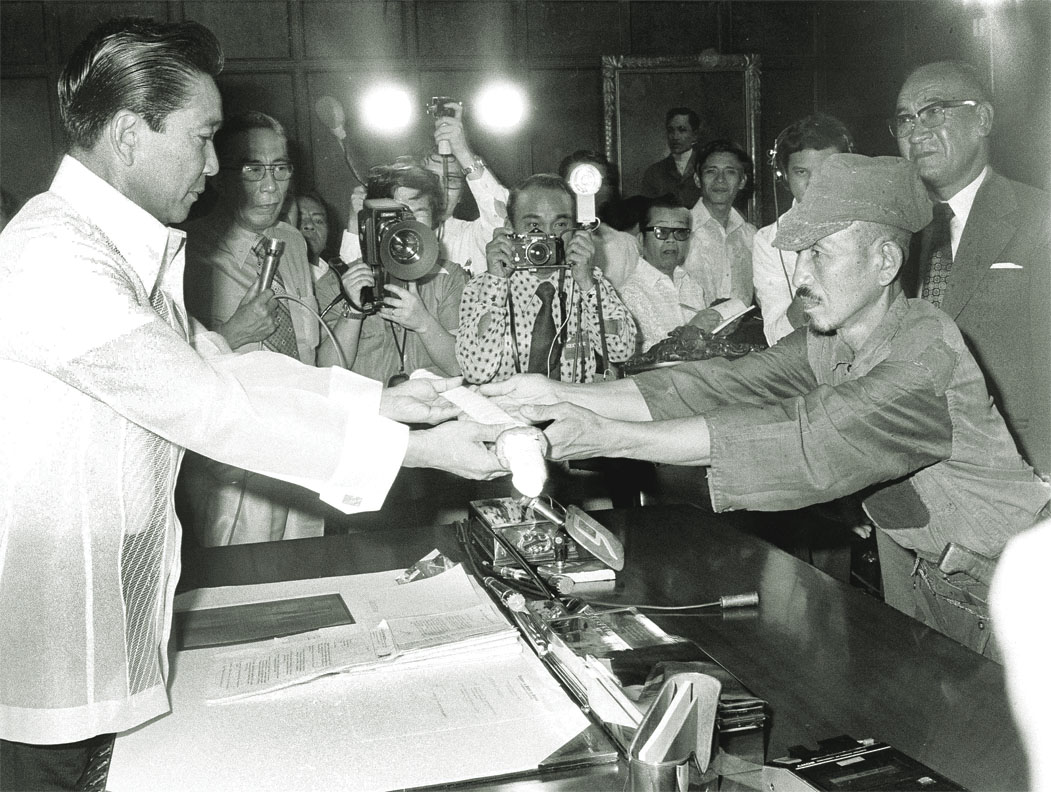
1974年3月11日，費迪南德·馬可仕接见小野田宽郎

1952年，菲律賓政府不斷地將小野田親人的家書以及日本當時的報紙散播在叢林之中，希望他們三人能夠早日投降。然而小野田始終認為這是美軍的計謀，因為他認為，如果日本真的投降，那他的長官谷口一定會告訴他「任務取消」。
1953年5月的一个晚上，这3名日军决心夜袭这些天天都在山上搜索的菲军警。他们杀死了哨兵以后，摸进了菲军营地，突然间四周响起一片枪声，菲军就在不到50米距离密集开火。身体最强壮的岛田伍长首先被打伤，小野田的手指也被打伤，但这3名日军并没有完全落下风，他们还缴获了1支卡宾枪和1支步枪。最后很幸运的再次凭借优良的枪法逃脱进山裏。島田伤口虽然后来复原，但在隔年5月7日，島田在一次與菲律賓警方的衝突中被打死。十天之后，新的传单出现。搜索队拿着麦克风在山里到处大声地叫嚷说：「小野田、小冢，战争已经结束了」。但是他们始终不为所动。他们感觉到，战争还在进行，日本还在奋战，投降是莫大的耻辱，他们坚信终有一天日本的后援部队将会攻占整个岛屿，太阳旗将会随风飘扬。甚至当小野田的亲兄弟来到这个岛屿，拿着麦克风对他喊话时，他依然认为，这不过是美军宣传人员以像他兄弟的声音来诱捕他的。游击战让他养成一种事事怀疑的态度，更重要的是，他深信日本人是一个宁死不屈的民族，他不能让尚在作战的日本皇军与国民失望。小野田同剩下的另一名列兵又在丛林中挖了一个从空中无法发现的地下掩体并搬了进去。
雖然小野田確實閱讀了勸降用的傳單、報紙與家書，但他自行編造出世界觀加以解釋，他認為「日本本土雖遭美軍佔領，但日軍仍在满洲進行抗戰」，並相信援軍終將來到。他將朝鲜战争解讀為满洲日軍開始反擊，活動地附近美軍空軍基地越戰期間的頻繁飛機起降則是日軍重返南太平洋之故；勸降用的報紙上日本現代化的現況，更讓他相信變得富強的日本不可能戰敗。潛伏晚期小野田還會利用偷來的收音機收聽日本的賽馬比賽，與最後的战友小塚猜測勝負以為消遣，並不如一般想像中的與世隔絕。
1958年，菲律宾军方开始在卢邦岛高地上修建雷达站，附近海湾经常可以看到美军军舰。小野田等2人认为，这肯定是日军的反攻很顺利，我们应该在敌后破坏敌人的部署，以迎接大反攻。经过不断的侦察后，1959年1月，小野田和小塚金七悄悄的在日落后接近这座雷达基地，枪杀了哨兵。随后菲律宾政府下达了对残余日军格杀勿论的命令，但是几次围剿仍然以失败而告终。
1965年，小野田和小塚金七发现美军的活动越来越频繁，还能看到轰炸机在向北方飞去。他们分析认为这一定是日军已经开始反攻到越南了。事实是美军与北越的越南战争爆发了。小野田决定行动，他们在雷达基地附近的山上开枪狙击了2名菲律宾空军军官，枪响人倒，他们起身后立刻逃入山林。
1972年10月，小野田在附近的村莊埋設了剩下的最後一枚地雷；因爲生銹，地雷沒有爆炸。
1972年10月19日，两人在一处山坡放火烧稻草堆，3名菲律宾警察接到报警后，双方爆发枪战，小塚金七被击毙。小塚很可能是第二次世界大战轴心国阵亡的最后一名士兵。日本投降27年後，日本士兵的死亡引起了日本政府的高度重視。日本馬上派人到緬甸、馬來西亞和菲律賓尋找藏在森林中的日軍士兵。並留下報紙、雜誌，還有小塚在日本的喪禮等消息給小野田。孤身一人的小野田仍決心繼續游擊九年。他甚至计划以死突击雷达基地，但礙於不自殺的命令最後沒有做。

### 受令投降
1974年2月20日，小野田在叢林中遇到專程前來尋找他的日籍自由探險家鈴木紀夫。鈴木告訴小野田，戰爭真的已經結束了；但小野田堅持必須有谷口义美少佐的命令才願意投降，同時要親自將20餘年來保存良好的軍刀交給天皇。鈴木回國後，幾經波折，終於在宮崎縣找到了幸未戰歿的谷口少佐，原来谷口退伍後已经改名并成了书商。並請谷口書寫一份要求小野田投降的正式命令，並一同前往約定地點見小野田。1974年3月9日，小野田接到了来自谷口親自宣布的投降命令；隔天，已经52歲的小野田身著已經破爛的日本軍服，翻過整個山頭，來到了警察局，放下肩上的九九式步槍，說：「我是陸軍少尉小野田寬郎，我奉上級的命令向你們投降。」3月10日，在菲律宾空军雷达基地举行了一场受降仪式，由菲律宾空军司令接受小野田的投降。
小野田和他的队友在戰爭與戰後曾经杀害130个菲律宾人。但是，在这场受降仪式上，菲律宾军民夹道欢迎，挥手致敬，军队还举枪欢迎他。
菲律賓前第一夫人艾美黛·馬可斯回憶說：「我在小野田投降後不久同他谈了话。他好長時間没有明白究竟發生了什么。當我們告訴他戰爭早在1945年已經結束時，他都驚呆了。他問：『日本怎麼會敗？我幹嘛要像愛護嬰兒一樣愛護槍？』他坐在那裡，失聲痛哭。」
小野田在29年的戰鬥當中，一共造成了130名以上的菲律賓人死傷，除了少數軍人、警察外，還有大量平民。许多菲律宾人主张把小野田关进监狱，并绳之以法。由于日本政府的斡旋，时任菲律賓总统赦免小野田，并允许已经52岁的小野田返回日本。
1974年3月12日，小野田与铃木纪夫和谷口义美一起回到日本。

### 晚年
小野田回國後，拒絕接受日本政府給予他的100萬日圓補償金，後來他將這筆款項捐給了靖國神社。之後，他也婉拒了天皇召見，理由是「天皇陛下說不定會低著頭跟我說『對不起，辛苦你了』吧？我不希望發生這種事情」（。）。此外，他還去祭拜了當年與他並肩作戰，卻不幸陣亡的小塚與島田。
在他生活几十年来，他就一直活在1944年。纵使世界已经不断的改变，他始终活在二次大战的年代里不能自拔。当他回到了现代世界的日本，面对日本社会的变迁时，他完全无法理解日本會反戰，特别對於新憲法中對於軍事行動的限制相當不滿，並且對戰後的日本社會相當不能適應；半年後，他移民至巴西定居，並經營農場有成。之後，他有感於時下日本年輕人好勇鬥狠，便以「為了祖國而希望培養出健全的日本國民」為號召，創立了「小野田自然塾」，於假期指導青少年野外求生技巧，經常往返日巴兩國。
小野田是個典型的受軍國主義教育的日本軍人，儘管有玉碎的做法但他始終嚴苛執行上級的「游擊到死」命令，直到晚年找到在民間的前長官命令他投降，後來他經常參與許多右翼組織舉辦的愛國主義活動。每每聽見日本軍歌時，他總是會激動地直流眼淚。當他接受無數次媒體的訪問，當他被問到如何看待上百名傷亡的無辜農民與破碎的家庭時，他堅決地認為，他身處於作戰之中，不必為這些平民的死亡負責。他一貫的口吻是，「軍人就是服從命令，在不違反國際法的狀況下，我沒有責任」。但是他在1996年捐出了1万美金给曾經游擊29年的盧邦島當地学校当奖学金。
2014年1月16日，91歲的小野田因肺炎引起心臟衰竭併發症於東京聖路加國際醫院過世。

## 流行文化
- 2016年，AFI美国电影学院学生吕诗雨拍摄短片《小野田的战争》（英语：Onoda's War），描述他的故事。

- 2021年，法國導演亞瑟·哈拉利（法语：Arthur Harari）聯袂法、日、德、比、義、柬等六國製作小野田的傳記電影《一萬個叢林夜》（法語：Onoda, 10 000 nuits dans la jungle），由遠藤雄彌和津田寬治（日语：津田寛治）分別飾演青年時期和中年時期的小野田。

- 2021年，德國導演韋納·荷索撰寫的關於小野田叢林萬夜過程之首部小說《半夢半醒的世界（英语：The Twilight World）》（德語：Das Dämmern der Welt）。

## 著書
- 《戰鬥、求生、盧邦島30年》『戦った、生きた、ルバン島30年』 (小野田寛郎[他], 講談社, 1974年)
- 『遥かに祖国を語る』 (小野田寛郎,酒卷和男, 時事通信社, 1977年)
- 《我的巴西人生》『わがブラジル人生』 (講談社, 1982年) ISBN 4-06-145914-7
- 『子どもは野性だ』 (学習研究社, 1984年) ISBN 4-05-101464-9 (『鈴木健二のお父さん子どもに野性を贈ろう』と同じISBN)
- 『子どもは風の子、自然の子-『ジャングルおじさん』の自然流子育て』 (講談社, 1987年) ISBN 4-06-203382-8
- 『たった一人の30年戦争』 (東京新聞出版局, 1995年) ISBN 4-8083-0535-6
- 《我回憶中的盧邦島》『わが回想のルバング島』 (朝日新聞社, 1995年) ISBN 4-02-261109-X
- 『極限で私を支えたもの』 (山田村教育委員会, 1997年)
- 『小野田寛郎-わがルバン島の30年戦争 (人間の記録 (109))』 (日本圖書中心, 1999年) ISBN 4-8205-5769-6
- 『講演・シンポジウム記録集-平成11年』 (靖國神社崇敬奉贊会, 1999年)
- 『生きる』 (小野田寛郎[他], 富山縣民生涯学習カレッジ, 2001年)
- 『智慧の実を食べよう。』(糸井重里編著, ぴあ, 2004年) ISBN 4-8356-0903-4
- 『君たち、どうする?』 (新潮社, 2004年) ISBN 4-10-471301-5
- 『だから日本人よ、靖国へ行こう』 (小野田寛郎,中條高德, ワック, 2006年) ISBN 4-89831-091-5
- 『魚は水人は人の中-今だからこそ伝えたい師小野田寛郎のことば』 (原充男著,小野田寛郎述. 清流出版, 2007年) ISBN 978-4-86029-161-7
- 『ルバング島戦後30年の戦いと靖国神社への思い (まほろばシリーズ 2)』 (明成社, 2007年) ISBN 978-4-944219-57-5

## 外部連結
- 尋找最後的皇軍？還是尋找軍國主義的活化石？ （页面存档备份，存于）
- In March of 1974, Hiroo Onoda surrendered.--the 45th phot0 （页面存档备份，存于）